# Środek bakteriobójczy
Środek bakteriobójczy – substancja chemiczna o działaniu toksycznym dla drobnoustrojów, doprowadzająca do ich śmierci. 
Wśród środków bakteriobójczych można wyróżnić:
- środki wyjaławiające
- środki dezynfekujące
- środki antyseptyczne
- leki bakteriobójcze (antybiotyki i chemioterapeutyki).

Leki bakteriobójcze, w odróżnieniu od bakteriostatycznych, to środki zabijające żywe komórki drobnoustrojów. Leki te niszczą strukturę komórek bakterii, powodując ich śmierć. Większość antybiotyków i chemioterapeutyków wykazuje działanie bakteriobójcze w wyższych stężeniach, a bakteriostatyczne w niższych stężeniach (z tego względu również leki bakteriostatyczne często nazywa się bakteriobójczymi).
Do antybiotyków bakteriobójczych zaliczamy te, których mechanizm działania opiera się na hamowaniu syntezy ściany komórkowej albo zwiększaniu przepuszczalności błony komórkowej bakterii, w tym:
- aminoglikozydy
- antybiotyki beta-laktamowe, na przykład penicylinę
- fosfomycynę
- gramicydynę
- polimyksyny
- polipeptydy, na przykład bacytracynę.

Przeczytaj ostrzeżenie dotyczące informacji medycznych i pokrewnych zamieszczonych w Wikipedii.